# Кофел-планка
Кофел-планка – дървена или метална греда с гнезда за кофел-нагелите, укрепена хоризонтално на палубата при мачтите или по вътрешната страна на фалшборда под долните ванти.
На опорите (битенги) на кофел-планките се поставят шкифове за прокаванане на въжетата на бягащия такелаж.